# Hamelet

Hamelet este o comună în departamentul Somme, Franța. În 1 ianuarie 2022 avea o populație de 633 de locuitori.